# Unterschorn
Unterschorn ist ein Ortsteil der oberbayerischen Gemeinde Starnberg.
Der Weiler liegt östlich von Starnberg an der Staatsstraße 2065, die westlich parallel zur Bundesautobahn 95 verläuft. Unterschorn besteht nur aus wenigen Gebäuden und ist im Norden durch den Forstenrieder Park und im Süden durch Felder begrenzt. Die Einwohnerzahl wuchs von 16 im Jahr 1970 auf 20 im Jahr 1987.

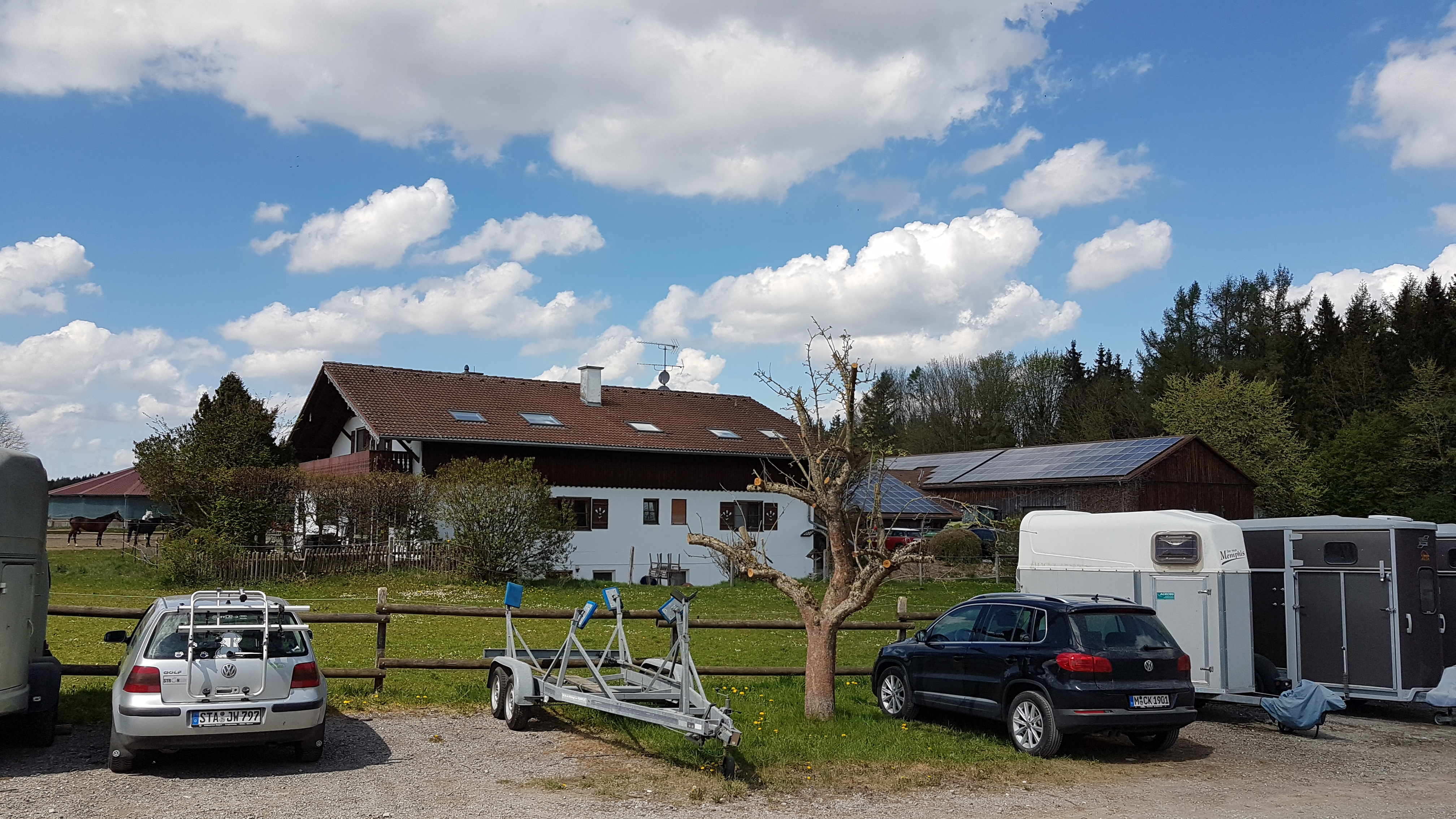
Reithof von der Staatsstraße Richtung Westen

Im Jahr 1978 wurde der Weiler als Teil von Wangen nach Starnberg eingemeindet. Aufgrund von Verunreinigungen wurde das Wasser im Ort im Jahr 2020 zeitweise gechlort. Westlich der Staatsstraße liegt ein Reit- und Zuchthof, der nach eigenen Angaben seit 1980 besteht. Im Jahr 2021 gab es Pläne ein Windrad nordwestlich des Ortes im Forstenrieder Park zu errichten.